# Bataille des Pyrénées
Guerre d'indépendance espagnole
Batailles
- San Millan-Osma (06/1813)
- Vitoria (06/1813)
- Tolosa (06/1813)
- Saint-Sébastien (1er) (07/1813)
- Pyrénées (07/1813)
- Maya (07/1813)
- Roncevaux (07/1813)
- Sorauren (07/1813)
- Beunza (07/1813)
- Saint-Sébastien (2e) (08/1813)
- San Marcial (08/1813)
- Bidassoa (10/1813)
- Pampelune (10/1813)
- Nivelle (11/1813)
- Nive (12/1813)

- Garris (02/1814)
- Orthez (02/1814)
- Bayonne (02/1814)
- Toulouse (04/1814)

La bataille des Pyrénées fut une offensive de grande envergure lancée le 25 juillet 1813 par le maréchal Jean-de-Dieu Soult dans la région des Pyrénées sur ordre de Napoléon Ier, dans l'espoir de soulager les garnisons françaises en état de siège à Pampelune et à San Sebastián. Après le succès initial de l'offensive, les troupes françaises firent face à une résistance accrue des Alliés sous le commandement d'Arthur Wellesley, marquis de Wellington. Soult abandonna l'offensive le 30 juillet et battit en retraite en France, ayant échoué à soulager les garnisons.
Cette campagne provoqua plusieurs batailles distinctes. Le 25 juillet, Soult et deux corps français combattirent la 4e division britannique et une division espagnole à la bataille de Roncevaux. Les forces alliées repoussèrent avec succès toutes les attaques françaises pendant la journée, mais se retirèrent du col de Roncevaux pendant la nuit suivante face à l'écrasante supériorité numérique française. Par ailleurs le 25, un corps français livra un rude combat contre la 2e division britannique à la bataille de Maya. Les Britanniques se retirèrent du col de Maya dans la soirée. Wellington rallia ses troupes au nord de Pampelune et repoussa les attaques des armées de Soult à la bataille de Sorauren le 28 juillet.
Au lieu de se replier au nord-est vers le col de Roncevaux, Soult entra en contact avec son troisième corps le 29 juillet et se dirigea au nord. Le 30, Wellington attaqua les troupes d'arrière-garde de Soult à Sorauren, repoussant une partie des forces françaises vers le nord-est tandis que le gros d'entre elles continuait sa progression au nord. Délaissant la route menant au col de Maya, Soult s'efforça d'atteindre la vallée de la Bidassoa. Il parvint à échapper aux tentatives d'encerclement de l'ennemi à Yanci le 1er août et à faire sa retraite par un défilé voisin après un dernier combat d'arrière-garde à Etchalar le 2 août. Les pertes françaises furent presque deux fois plus élevées que celles de l'armée alliée.

## Contexte
Après la défaite décisive des Français à la bataille de Vitoria, le maréchal Jean-de-Dieu Soult regroupa les restes de quatre armées en une seule force de 80 000 hommes. Il ordonna au général Jean-Baptiste Drouet d'Erlon, commandant un corps de 21 000 hommes, de s'emparer du col de Maya. De son côté, le général Honoré Charles Reille était chargé de prendre le col de Roncevaux avec son propre corps et celui du général Bertrand Clauzel, soit 40 000 hommes. Le plan de Soult était d'obliger ses adversaires à lever le siège de Pampelune puis de se diriger à l'ouest afin de secourir la forteresse de Saint-Sébastien.

## Forces en présence

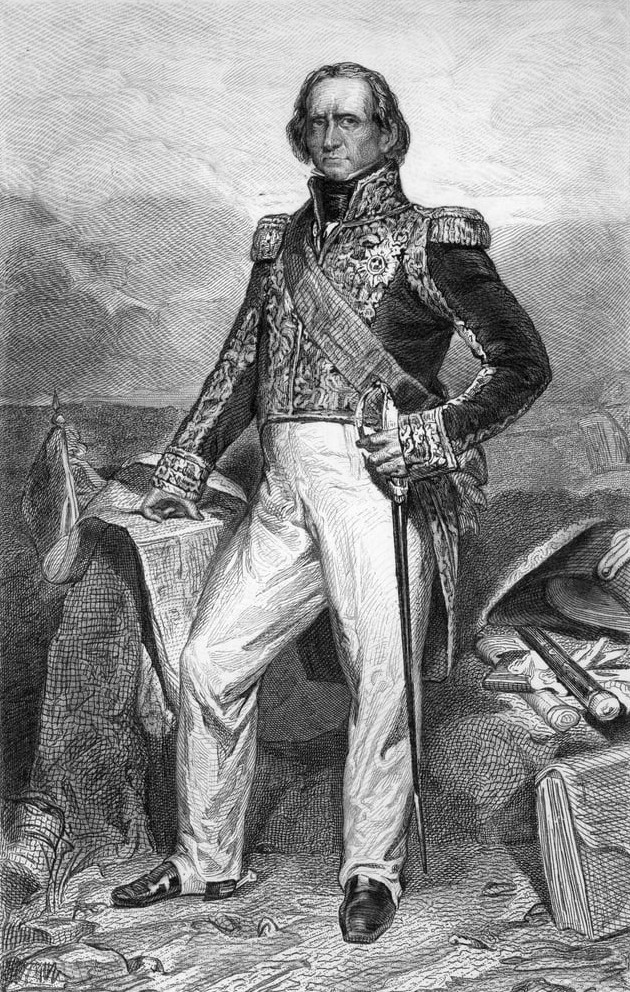
Le maréchal Soult, commandant en chef de l'armée française.

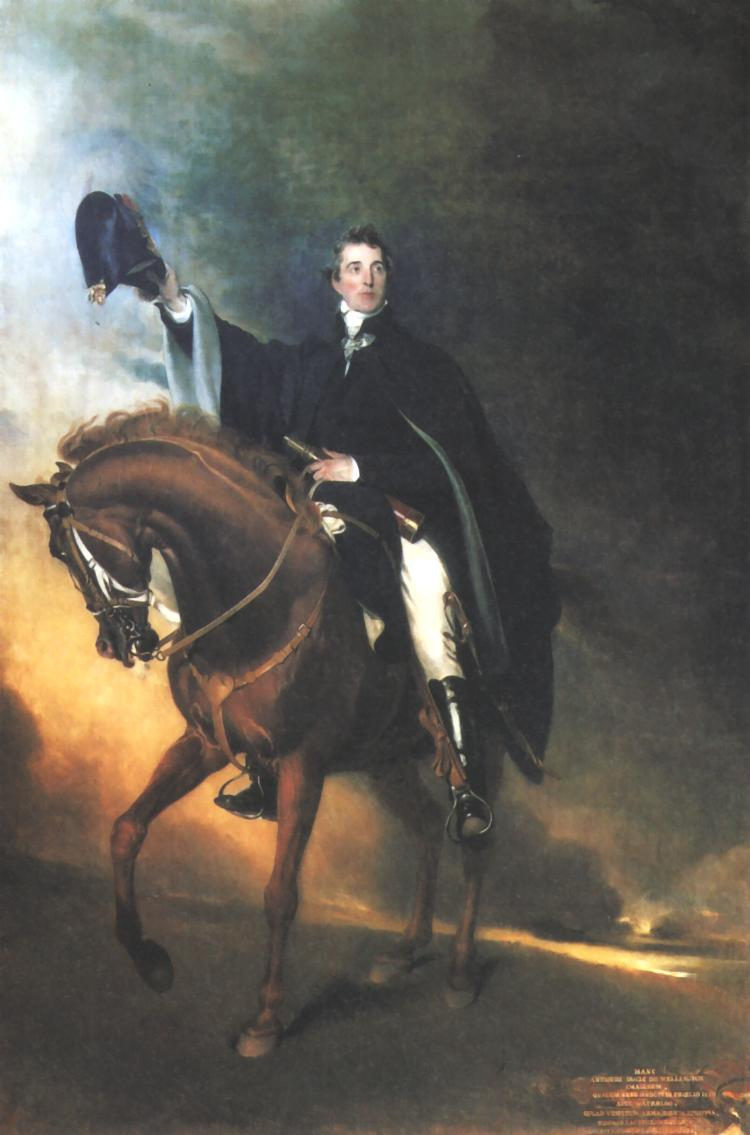
Le marquis de Wellington, commandant en chef de l'armée alliée.

La lieutenance (équivalent d'un corps d'armée) de Gauche, commandée par Clauzel, était composée des divisions d'infanterie des généraux Nicolas François Conroux, Lubin Martin Vandermaesen et Éloi Charlemagne Taupin. La 4e division de Conroux comptait 7 056 hommes en neuf bataillons ; la 5e division de Vandermaesen, 4 181 hommes en sept bataillons ; la 8e division de Taupin, 5 981 hommes en neuf bataillons. La lieutenance du Centre, sous les ordres de Drouet d'Erlon, comprenait les divisions d'infanterie des généraux Jean Barthélemy Darmagnac, Louis Jean Nicolas Abbé et Jean-Pierre Maransin. La 2e division de Darmagnac alignait 6 961 hommes en huit bataillons ; la 3e division d'Abbé, 8 030 hommes en neuf bataillons ; la 6e division de Maransin, 5 966 hommes en sept bataillons. Enfin, la lieutenance de Droite, menée par Reille, était formée des divisions des généraux Maximilien Sébastien Foy, Antoine Louis Popon de Maucune et Thomas Mignot de Lamartinière. La 1re division de Foy rassemblait 5 922 hommes en neuf bataillons ; la 7e division de Maucune, 4 186 hommes en sept bataillons ; la 9e division de Lamartinière, 7 127 hommes en dix bataillons.
Chaque corps disposait d'un régiment de cavalerie attaché pour des missions d'éclairage, pour un total de 808 cavaliers. La réserve française, placée sous le commandement du général Eugène-Casimir Villatte, défendait le cours inférieur de la Bidassoa, près du golfe de Gascogne. Cette réserve comprenait 9 102 fantassins français en quatorze bataillons, 2 066 Allemands en quatre bataillons, 1 349 Italiens en trois bataillons, 1 168 Espagnols en trois bataillons, 1 550 gardes nationaux français et 2 019 gardes royaux en trois bataillons, ces derniers étant les restes de la Garde royale de Joseph Bonaparte. De plus, le général de division Pierre-Benoît Soult était à la tête de dix régiments de cavalerie légère, pour un total de 3 981 cavaliers, tandis que le général de division Anne-François-Charles Trelliard commandait six régiments de dragons pour un effectif total de 2 358 hommes. Les deux divisions de cavalerie restèrent à l'arrière. Il y avait également 7 900 artilleurs, sapeurs, conducteurs du train et autres troupes diverses. La forteresse de Saint-Sébastien était occupée par les 3 000 hommes du général Louis Emmanuel Rey tandis que le général de brigade Louis Pierre Jean Cassan défendait Pampelune avec 3 500 soldats. À Bayonne se trouvaient encore 5 595 conscrits français. En tout, Soult avait 99 906 hommes sous ses ordres, parmi lesquels 63 572 prirent part à l'offensive.
En face, Wellington était établi sur la ligne des Pyrénées occidentales avec une force de couverture de 62 000 hommes. Celle-ci était orientée vers le nord-est, la gauche ancrée dans le golfe de Gascogne, à l'embouchure de la Bidassoa. Le commandant en chef de l'armée britannique déploya de gauche à droite la 1re division du major-général Kenneth Howard sur la côte, la division légère du major-général Charles Alten à Lesaka, la 7e division du lieutenant-général George Ramsay à Etchalar, la 2e division du lieutenant-général William Stewart au col de Maya et à Elizondo, la division portugaise du major-général Francisco da Silveira près du col d'Ispéguy, la 4e division du lieutenant-général Galbraith Lowry Cole au col de Roncevaux et la division espagnole du major-général Pablo Morillo à Roncevaux. Étaient tenues en réserve la 6e division du major-général Denis Pack à Doneztebe, la 3e division du lieutenant-général Thomas Picton à Olague ainsi que plusieurs unités espagnoles et portugaises. La cavalerie étant de peu d'utilité dans les montagnes, Wellington regroupa la plus grande partie de cette dernière en arrière de ses lignes, à l'exception de deux brigades de dragons légers. Dans le même temps, le siège de Saint-Sébastien était conduit par la 5e division du major-général James Leith et par diverses unités sous la direction du lieutenant-général Thomas Graham. Pampelune était également assiégée par les forces alliées, principalement par la division espagnole du général Enrique José O'Donnell.

## Déroulement des combats

### Batailles de Maya et de Roncevaux

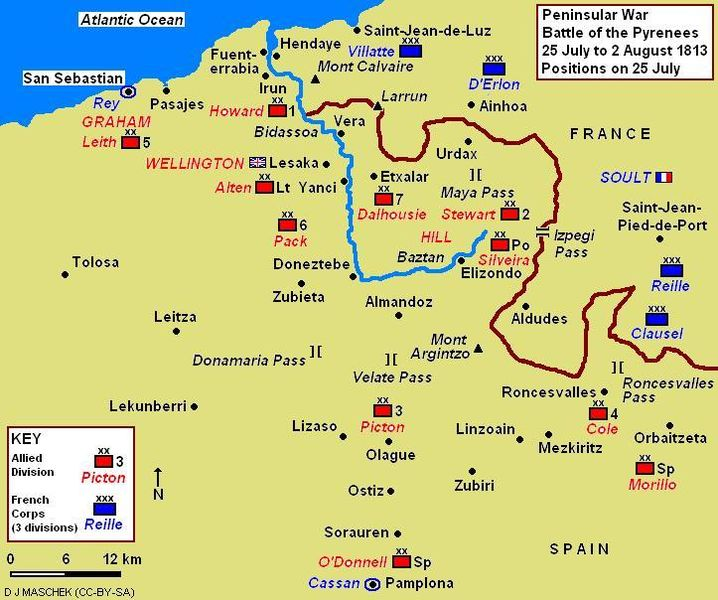
Bataille des Pyrénées : positions des belligérants au 25 juillet 1813.

Soult lança son offensive le 25 juillet 1813. Les cols de Maya, au nord de Pampelune, et de Roncevaux, au nord-est de cette même ville, étaient tous deux faiblement défendus par les troupes alliées, déployées sur un front de 80 km allant de Pampelune jusqu'à la mer. Après s'être emparé du col de Maya, Drouet d'Erlon devait faire mouvement au sud-ouest par la vallée de Baztan afin de prendre le col de Velate, au nord de Pampelune. De leur côté, Clauzel et Reille étaient chargés d'occuper le col de Roncevaux puis de marcher au sud-ouest en direction de Pampelune. Soult eut des difficultés à rassembler des approvisionnements suffisants pour ses soldats et ces derniers disposaient de rations pour seulement quatre jours au début de l'offensive.  
Le col de Maya était gardé par la 2e division britannique de Stewart. Au matin du 25 juillet, ce général, ne croyant pas un seul instant à la possibilité d'une attaque française, laissa les brigades Pringle et Cameron dans la vallée et se rendit à Elizondo, environ 16 km plus au sud. Des soldats français furent cependant détectés et quelques compagnies légères furent déployées en avant pour soutenir le piquet de garde. Lorsqu'il devint clair que les Français attaquaient en force, les troupes britanniques stationnées dans la vallée durent gravir le col avec tout leur équipement. Au moment où elles arrivèrent enfin au sommet, le piquet avait été anéanti et 10 000 hommes du corps de d'Erlon occupaient les hauteurs. Le major-général Pringle lutta contre la division Darmagnac tandis que le lieutenant-colonel Cameron fut confronté au reste du corps français. Les 4 000 soldats britanniques tentèrent vainement de reprendre le col, mais l'étroitesse du défilé permit aux défenseurs de résister à l'assaut des forces pourtant largement supérieures en nombre de d'Erlon. Stewart revint sur les lieux à 2 h de l'après-midi et ordonna à ses hommes de se retirer sur une nouvelle position, mais la situation restait critique et à 3 h, les Britanniques étaient au bord du désastre. À cet instant, la brigade Barnes de la 7e division de Ramsay, arrivant de l'ouest, tomba sur le flanc de la colonne de d'Erlon et la bataille se termina sans autre incident majeur. Les Britanniques laissèrent sur le terrain 1 610 hommes et quatre canons sur un effectif initial de 6 000 hommes, alors que les Français perdirent 2 100 hommes sur un effectif total de 20 900 soldats. Dans la soirée, le lieutenant-général Rowland Hill ordonna la retraite sur Elizondo. D'Erlon avait été surpris par l'intervention de Barnes et ne se lança que timidement à la poursuite de ses adversaires le lendemain, n'avançant que d'une dizaine de kilomètres dans la journée du 26.
Pendant ce temps, Cole occupait le col de Roncevaux avec sa 4e division, la division espagnole de Morillo et la brigade Byng de la 2e division, soit un total de 11 000 hommes. De 6 à 9 h du matin, la brigade Byng fut attaquée en force par les troupes de Clauzel et Cole dut envoyer rapidement des renforts. Les défenseurs parvinrent à contenir les assauts français jusqu'à 17 h, lorsqu'un épais brouillard s'abattit sur le champ de bataille. Les troupes alliées perdirent 350 hommes contre 530 tués ou blessés chez les assaillants. Troublé par une reconnaissance française sur son flanc droit et craignant d'être submergé par 36 000 Français tapis dans la brume, Cole décida d'abandonner le col et de se replier vers Pampelune malgré les ordres lui prescrivant de défendre sa position « jusqu'à la dernière extrémité ». Wellington lui reprocha par la suite de ne pas avoir rendu compte de ses agissements en temps opportun. La 3e division de Picton, forte de 6 000 hommes, rejoignit Cole peu après mais battit à son tour en retraite sur les instances de ce dernier.
En raison du brouillard, les Français ne découvrirent la fuite des Britanniques que le lendemain matin. Clauzel lança immédiatement la poursuite mais ses troupes n’accrochèrent l'arrière-garde de Cole qu'en fin d'après-midi. Le corps de Reille se perdit quant à lui en essayant de se frayer un chemin à travers les montagnes. D'après Esdaile, une percée menée le 27 juillet depuis le col de Roncevaux par des troupes françaises sous le commandement direct de Soult arriva à moins de 16 km de Pampelune. Les unités anglo-portugaises de Picton réussirent toutefois à occuper une excellente position défensive près du village de Sorauren, juste au nord de la ville. Ayant mal interprété l'action du corps de d'Erlon, qu'il considérait à tort comme la menace principale, et ne recevant aucune nouvelle de Cole, Wellington passa la journée du 26 juillet à organiser sa ligne de défense en direction du col de Maya. Après avoir laissé le commandement du secteur à Hill à Elizondo, il se rendit ensuite à Pampelune le 27 juillet pour évaluer la situation et ordonna à la 6e division de Pack de se joindre à celles de Cole et de Picton.

### Bataille de Sorauren et retraite de Soult

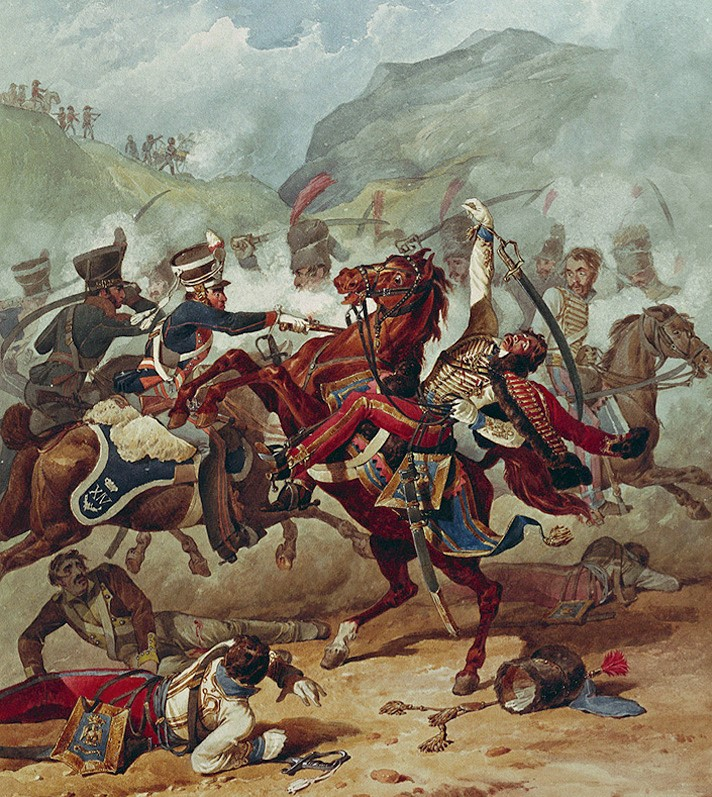
Combat entre le 14e régiment de dragons légers britannique et des hussards français dans les Pyrénées en 1813. Peinture de Denis Dighton.

Le 27 juillet, Wellington rejoignit les 17 000 soldats anglo-portugais concentrés à Sorauren. Au grand dam de Clauzel, Soult décida d'attendre l'arrivée du corps de Reille et fit même une sieste. Le lendemain, à la bataille de Sorauren, les 36 000 hommes de Soult ne purent venir à bout des 24 000 soldats alliés déployés en avant de Pampelune. Les Alliés perdirent 2 652 hommes alors que les pertes françaises étaient probablement plus élevées. Le corps de Hill, qui bloquait l'avancée de d'Erlon, se replia sur ordre de Wellington en direction de Sorauren. En dépit de cela, d'Erlon ne fut pas en mesure d'atteindre Sorauren afin de prêter main-forte à son chef. Lorsque la cavalerie de d'Erlon parvint finalement à entrer en contact avec Soult dans la matinée du 29 juillet, le maréchal français décida de se replier au nord plutôt que de reculer au nord-est vers Roncevaux. Le 30 juillet à l'aube, les Anglo-Portugais purent distinguer les forces de Soult en train de se replier de l'est à l'ouest. Wellington, qui venait d'être renforcé par sa 7e division, prit la décision d'attaquer. 
Les Français s'accrochèrent au village de Sorauren et n'en furent chassés qu'à l'issue d'un combat acharné. Les Britanniques admirent 538 pertes tandis que celles des Français étaient bien supérieures. Coupée par l'offensive soudaine de Wellington, la division Foy, située à l'extrême-droite du dispositif français, se retira au nord-est via le col de Roncevaux et fut bientôt rejointe par une partie des corps de Reille et de Clauzel, ce qui porta l'effectif des troupes sous le commandement de Foy à environ 12 000 hommes. Dans le même temps, Drouet d'Erlon supervisa la retraite de l'armée française vers le nord, bousculant au passage les troupes de Hill. Le 30 juillet, lors d'un engagement à Beunza avec les forces alliées, la division Abbé perdit 750 hommes tout en infligeant une perte de 1 056 tués ou blessés à ses adversaires (156 Britanniques et 900 Portugais).  

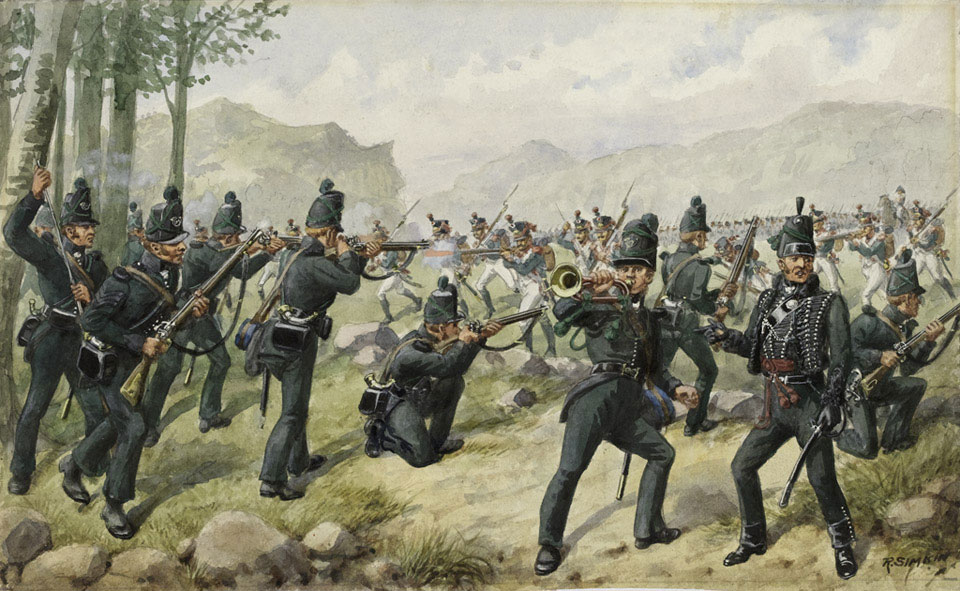
Le 95th Rifles lors de la bataille des Pyrénées en 1813. Aquarelle de Richard Simkin.

Au lieu de se replier par le col de Maya, comme s'y attendait Wellington, Soult se dirigea au nord vers la vallée de la Bidassoa. À Yanci, une partie de la division espagnole du major-général Francisco de Longa occupait un pont d'une grande importance stratégique. Deux heures durant, malgré l'absence de soutien du reste de la division, un bataillon du 2e régiment des Asturies contint les attaques de tout le corps de d'Erlon. En définitive, le pont fut pris d'assaut par cinq bataillons français et l'armée de Soult put traverser le fleuve. Arrivée trop tard pour gêner cette retraite, la division légère du général Alten, venue de Leitza, se déploya en surplomb de la gorge et ouvrit le feu, semant la panique au sein de la colonne française. Les hommes de Soult, affamés, perdirent rapidement toute discipline et l'armée se transforma progressivement en cohue, mais le commandant en chef français parvint tant bien que mal à faire sa retraite au nord-est en passant par Etchalar et repassa la frontière française après avoir emprunté le col de Lizarrieta le 2 août. Le même jour, une partie des divisions Conroux et Lamartinière disputèrent à Etchalar un combat d'arrière-garde contre la brigade Ross de la division Cole, la brigade Barnes et le 95th Rifles. Au prix de 300 hommes hors de combat, les Français infligèrent une perte de 368 tués, blessés ou disparus à leurs poursuivants. Environ 1 000 blessés français furent toutefois abandonnés et capturés par les Alliés.

## Bilan et conséquences
Soult échoua à secourir les forteresses de Saint-Sébastien et de Pampelune, perdant environ 13 000 hommes dans le processus, et dut se replier sur le sol français avec une armée affaiblie et démoralisée. Les troupes françaises perdirent au total 1 313 tués, 8 582 blessés et 2 702 prisonniers. Sur 1 318 officiers français, 423 furent mis hors de combat. Les pertes de Wellington pour l'ensemble de cette campagne furent d'environ 7 000 hommes. Le prochain affrontement fut la bataille de San Marcial à la fin du mois d'août 1813.